# Ставроліт
Ставроліт (від грец. σταυρός — хрест і грец. λίθος — камінь) — мінерал класу силікатів, острівний силікат алюмінію і заліза з додатковими аніонами.
Назва від грецьк. «ставрос» — хрест і «літос» — камінь (J.C.Delametherie, 1792).
Синоніми: хрестовий камінь, гранатит чорний, нордмаркіт.

## Опис
Хімічна формула:
- 1. За. Є.Лазаренком та К.Фреєм: Fe2Al9[SiO4]4(OH)O7].
- 2. За «Fleischer's Glossary» (2004): (Fe, Mg, Zn)2Al9(Si, Al)4O22(OH)2.

Містить ізоморфні домішки Mg, Fe3+, Ti, Cr. Склад (у %): SiO2 — 33,74; TiO2 — 0,47; Al2O3 — 48,10; Fe2O3 + FeO — 12,8; MnO — 0,09; MgO — 0,52; CaO — 0,34; Na2O — 0,27; K2O — 0,31; P2O5 — 0,12; SO3 — 0,19; CO2 — 0,66; H2O — 1,76. Інші компоненти — 0,63.
Сингонія моноклінна або ромбічна. Ромбо-дипірамідальний вид. Кристали призматичні. Характерні двійники кристалів, що нагадують хрест. Густина 3,7-3,8. Тв. 7,0-7,5. Колір червонувато-бурий. Блиск скляний. Злом нерівний. Риса біла. Як правило представлений добре оформленими хрестоподібними (прямокутними або косими) двійниками проростання, рідше трійниками; зустрічаються також шестигранні псевдогексагональні блок-кристали, поодинокі зерна і аґреґати.

## Поширення
Зустрічається як метаморфічний мінерал у кристалічних сланцях та ґнейсах разом з дистеном, гранатом, слюдою, силіманітом, турмаліном. Знахідки: Саксонія (ФРН), кантон Тессін (Швейцарія), Штирія (Австрія), Овернь (Франція), Соботін (Чехія), Компостелла (Іспанія), Прибайкалля (РФ), шт. Флорида (США), копальня Гороб (Намібія). В Україні є в Приазов'ї і Придніпров'ї (Осипенківське родовище в долині р. Берди, що в Запорізькій обл., Малишівське комплексне розсипне родовище у Дніпропетровській області).
Видобувають ставроліт у США, Австралії, Бразилії, Шрі-Ланці та ін. країнах.

## Різновиди
Розрізняють:
- ставроліт кобальтистий (люсакіт — рідкісний різновид ставроліту чорного кольору, який містить до 8,5 % СоО і 0,5-0,9 % NiO; названий за місцевістю Лусака, Замбія),
- ставроліт манґановий, манґаноставроліт, нордманкіт (різновид ставроліту, який містить до 12 % Mn3O4),
- ставроліт цинковистий, цинк-ставроліт (різновид ставроліту, який містить до 7,1-7,5 % ZnO).

## Застосування
Ставроліт може застосовуватися як замінник плавикового шпату в чорній металургії. Ставролітовий концентрат вміщує 45-46 % глинозему і може бути використаний також як нетрадиційна алюмінієва сировина. Надзвичайно актуальним є поширення укр. винаходу по заміні плавикового шпату ставролітом у металургійній та інших видах промисловості. Високий вміст глинозему та закисного заліза визначають властивості ставроліту як розріджувача шлаків, який прискорює швидкість десульфурації та збільшує сіркопоглинаючу властивість шлаку. Ставролітовий концентрат не вміщує сполук, які виділяють у процесі плавки токсичні речовини, не гігроскопічний, має рівний ґранулометричний склад. Економічно ефективна заміна плавикового шпату ставролітом у крупних масштабах буде сприяти поліпшенню глобального екологічного стану і збереженню озонового шару атмосфери Землі.

## Ставроліт в Україні
Поклади ставроліту в Україні пов'язані з третинними забороненими морськими комплексними розсипами і докембрійськими пластовими покладами ставролітовмісних сланців. Потреби ставролітового концентрату для пром-сті України складають 250—300 тис.т на рік. Дніпропетровська область має значні перспективні ресурси і промислові запаси ставролітвмісних порід.